# 轮生叶越桔
轮生叶越桔（学名：[Vaccinium venosum] 错误：{{Lang}}：文本有斜体标记（帮助））为杜鹃花科越桔属下的一个种。

## 扩展阅读
- 維基物種上的相關：轮生叶越桔